# مسجد كركوز بك
مسجد كركوز بك (بالبوسنوية: Karađoz Bey Mosque)‏ (بالتركية: Karagöz Mehmed Bey Camii)‏) هو مسجد من القرن السادس عشر منذ عهد الدولة العثمانية في مدينة موستار البوسنة والهرسك. يتميز المسجد بقبة كبيرة ومئذنة عالية وهو المسجد الأكبر في المنطقة.

## التاريخ
حسب نقش باللغة العربية على المسجد فقد بُنيَ بتكليف من محمد بك الذي كان شقيقًا لوزير عثماني في عام 965 هـ (1557-1558). ادعى بعض العلماء أن الوزير كان الوزير الكبير رستم باشا ولكن رستم باشا ليس له سوى أخ واحد، سنان باشا.
صمم المسجد المهندس المعماري معمار سنان. هو في شكل مكعب مقبب يحيط به رواق مزدوج. تدعم القبب الثلاثة للرواق الداخلي أربعة أعمدة رخامية. يتميز الرواق الخارجي بسقيفة معلقة على أعمدة مثمنة صغيرة. تقع قبة المسجد الكبيرة التي يبلغ طولها 10.65 متر (34.9 قدم) على أسطوانة مثمنة مثقبة تدعمها ثمانية أقواس مدببة.
تعرض المسجد لأضرار جسيمة خلال الحرب العالمية الثانية، وواجه دمارًا كبيرًا خلال الحرب البوسنية في أوائل تسعينات القرن العشرين. ومع ذلك فقد خضع المسجد مثله مثل بقية مباني موستار، لإصلاحات واسعة بين عامي 2002 و2004. تم تجديد المسجد بالكامل، وإعادة فتحه في يوليو 2004.